# Morchellium
Morchellium is een geslacht uit de familie Polyclinidae en de orde Aplousobranchia uit de klasse der zakpijpen (Ascidiacea).

## Soorten
- Morchellium albidum Kott, 1992
- Morchellium appendiculatum (Michaelsen, 1923)
- Morchellium argus (Milne Edwards, 1841)
- Morchellium giardi Herdman, 1886
- Morchellium leviventer (Monniot & Gaill, 1978)
- Morchellium pannosum Kott, 1992

Niet geaccepteerde soorten:
- Morchellium intercedens Sluiter, 1909 → Synoicum intercedens (Sluiter, 1909)
- Morchellium partitionis (Monniot F., 1987) → Synoicum partitionis Monniot F., 1987